# Lamport (Northamptonshire)
Pour les articles homonymes, voir Lamport.
Lamport est une paroisse civile et un village du Northamptonshire, en Angleterre.
Il s'y trouve une maison Tudor classée, Lamport Hall, avec des jardins, comprenant également le Hannington Vintage Tractor Club et un musée avec du matériel agricole.